# إيدي إيجان
إيدي إيجان (بالإنجليزية: Eddie Eagan)‏ (26 أبريل 1897 – 14 يونيو 1967) هو ملاكم أمريكي راحل، مثّل بلاده في الألعاب الأولمبية الصيفية في دورتي 1920 و1924.

## روابط خارجية
إيدي إيجان على موقع بوكس ريك (الإنجليزية) (registration required)
- إيدي إيجان على موقع اللجنة الأولمبية الدولية (الإنجليزية)
- إيدي إيجان على موقع أوليمبيديا (الإنجليزية)
- إيدي إيجان على موقع قاعة كولورادو للمشاهير الرياضية (الإنجليزية)